# Al-Hurr al-Amili
Al-Hurr al-Amili (arabiska: الحر العاملي), vars riktiga namn var Muhammad ibn Hasan, var en känd shiamuslimsk rättslärd och förmedlare av hadith från det elfte århundradet AH och 1600-talet e.Kr. Han migrerade till Persien från Jabal 'Amil, Libanon. Han är bland annat känd för att ha sammanställt boken Wasail al-Shia.